# Atari 2600
Atari 2600 är en spelkonsol av Atari, släppt 1977. Den var den första framgångsrika spelkonsolen som använde sig av utbytbara spelkassetter istället för att ha spelen inbyggda i konsolen. Konsolen kallades först Atari VCS (Video Computer System), och namnet Atari 2600 kom inte att användas förrän 1982 efter att den mer avancerade Atari 5200 släppts. Atari 2600 såldes med två joystick-kontroller och ett spel.

## Specifikationer
- CPU: MOS Technology 6507 på 1,19 MHz.
- Ljud samt videoprocessor: TIA
- 160 × 192 pixlars upplösning.
- 128 färgers färgpalett (egentligen 111 färgnyanser i NTSC och 114 i PAL).
- 2 kanaler monofoniskt ljud
- RAM: 128 byte (samt upp till 256 byte inbyggt i cartridge-kassetterna)
- ROM (cartridge-kassett): 4 kB (men har möjlighet upp till 32 kB)
- Inenheter:
  - Två kontrollportar för enknapps joystick eller paddle.
  - Enheten har sex knappar (i originalversionen): Enheten på/av, TV-signal svartvitt eller färg, svårighetsgrad för varje spelare (kallas A och B), Select-knapp och en Reset-knapp. Utöver strömbrytarknappen kan spel använda alla knappar till andra användningsområden än vad de är avsedda för. I den senare Atari 2600-modellen förminskades svårighetsgradsknapparna och flyttades till baksidan av enheten.

## Andra versioner

### Atari 2600 Jr.

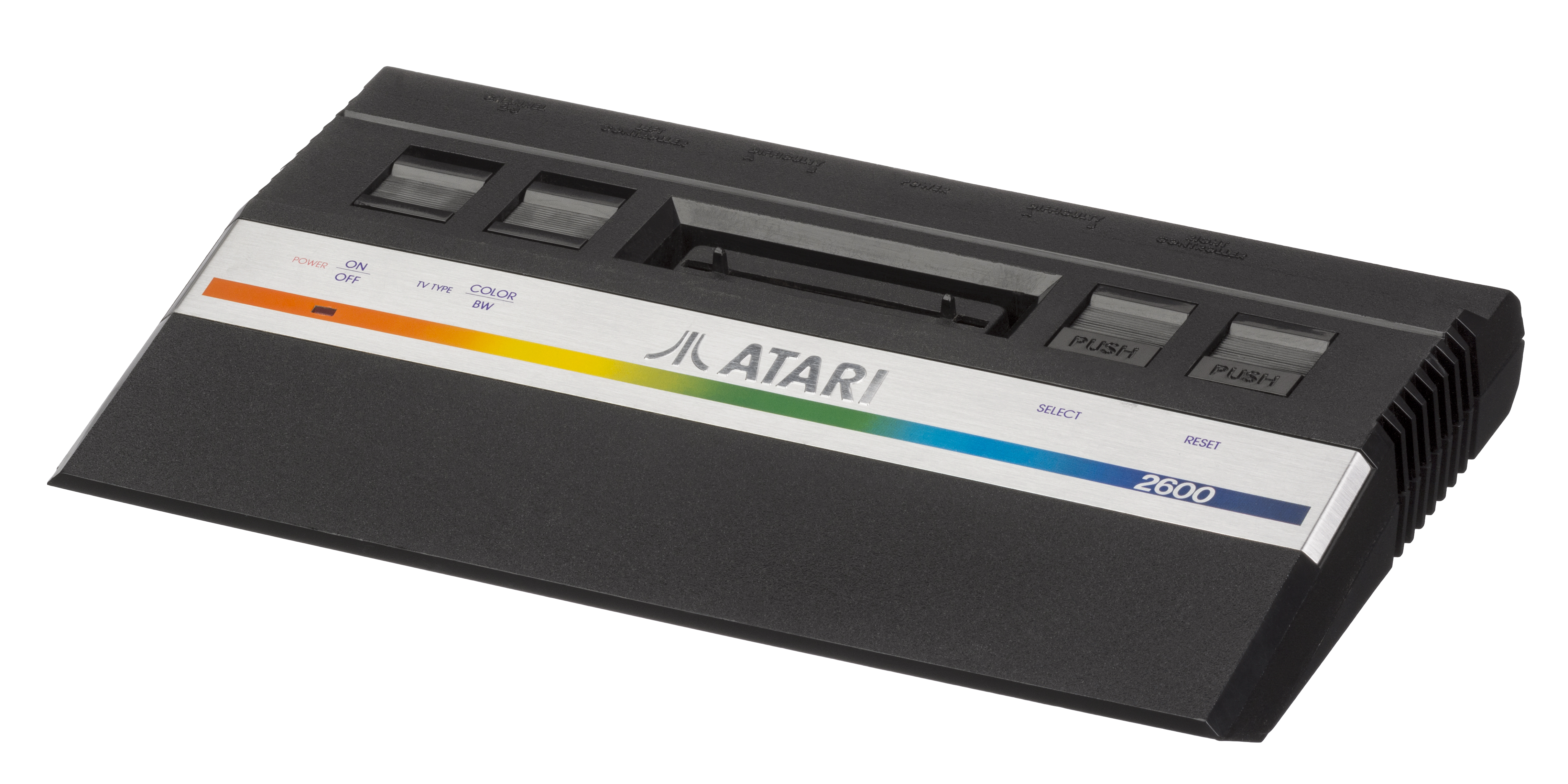
Den prispressade versionen av Atari 2600 som släpptes 1986; "Atari 2600 Jr.".

1986 släpptes en ny version av Atari 2600 med reducerat pris som fick det icke-officiella namnet "Atari 2600 Jr", vars design påminner om Atari 7800. Spelkonsolen såldes i Europa och USA fram till 1991 samt till början på 90-talet i Asien. Det sista spelet som Atari licensierade till den var Klax.

## Speltitlar
- G.I. Joe: Cobra Strike ett spel från Parker Brothers från 1983

### Fotnoter
1. ↑  Behrang Behdjou (3 maj 2014). ”Retrospel når ny level”. Dagens nyheter. http://www.dn.se/spel/spel-hem/retrospel-nar-ny-level/. Läst 9 mars 2017.